# Gloriosa
- Commons
- Wikispecies

Gloriosa L. é um género botânico pertencente à família Colchicaceae. Também conhecida como Lírio de Chama.

## Sinonímia
- Clinostylis Hochst.
- Littonia Hook.

## Espécies
| - Gloriosa abyssinica - Gloriosa angulata - Gloriosa aurantiaca - Gloriosa aurea - Gloriosa baudii - Gloriosa cabecadomeupau - Gloriosa carsoni - Gloriosa carsonii - Gloriosa caerulea - Gloriosa cirrhifolia - Gloriosa doniana | - Gloriosa graminifolia - Gloriosa grandiflora - Gloriosa homblei - Gloriosa leopoldi - Gloriosa lutea - Gloriosa luxurians - Gloriosa minor - Gloriosa nepalensis - Gloriosa plantii - Gloriosa rothschildiana | - Gloriosa sampiana - Gloriosa sessiliflora - Gloriosa simplex - Gloriosa speciosa - Gloriosa sudanica - Gloriosa superba - Gloriosa verschuurii - Gloriosa virescens |
| | | |

- Lista completa

## Classificação do gênero
| Sistema | Classificação                     | Referência               |
| ------- | --------------------------------- | ------------------------ |
| Linné   | Classe Hexandria, ordem Monogynia | Species plantarum (1753) |